# Patrick Chabal

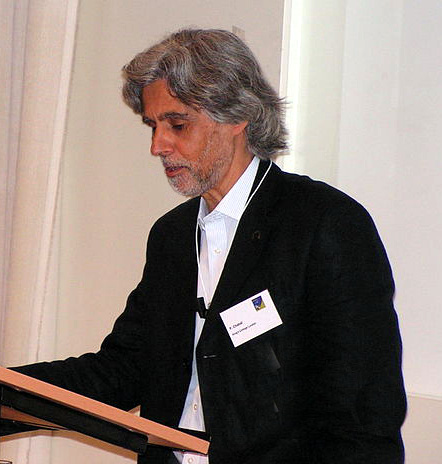
Patrick Chabal spricht auf der European Conference on African Studies (ECAS), Leiden 2007

Patrick Chabal (* 29. April 1951 in Taroudant, Marokko; † 16. Januar 2014) war ein prominenter Afrikahistoriker, darunter Professor für lusophone Afrikastudien und Leiter der Abteilung für portugiesische und brasilianische Studien am King’s College London.
Nach seinem Studium in Harvard und Columbia promovierte Chabal 1980 in Politikwissenschaften an der University of Cambridge, danach war er Forscher und Dozent für Geschichte an der University of East Anglia, bevor er ins King’s College London wechselte, wo er später Professor und Leiter des Instituts für Afrikanistik, Geschichte und Politik wurde.
Sein Forschungsgebiet weitete sich von der Erforschung der Literatur und Geschichte der (ehemaligen) portugiesischen afrikanischen Kolonien auf Afrika insgesamt und die Wechselwirkungen zwischen den westlichen Ländern und der Dritten Welt aus. Er war Mitbegründer und Vorsitzender der Africa-Europe Group for Interdisciplinary Studies (AEGIS). Er veröffentlichte zahlreiche Bücher, Buchkapitel und Artikel über Afrika.

## Werke
- Amílcar Cabral. Revolutionary leadership and people’s war. Cambridge UP, Cambridge 1983, ISBN 9780521249447.
- Power in Africa. An essay in political interpretation. Macmillan, Houndmills, Basingstoke, Hampshire 1992, ISBN 9780333555781.
- Vozes moçambicanas. Literatura e Nacionalidade. Vega, Lissabon 1994, ISBN 972-699-438-1.
- The Postcolonial literature of lusophone Africa. Northwestern University Press, Evanston, Illinois 1996, ISBN 9781850652502.
- mit Jean-Pascal Daloz: Africa works: disorder as political instrument. Currey, Oxford 1999, ISBN 9780253335258.
- A History of postcolonial lusophone Africa. Hurst, London 2002, ISBN 9781850655947.
- mit Ulf Engel und AnnaMaria Gentili (Hrsg.): Is violence inevitable in Africa? Theories of conflict and approaches to conflict prevention. Brill, Leiden 2005, ISBN 9789004144507.
- mit Jean-Pascal Daloz: Culture troubles: politics and the interpretation of meaning. University of Chicago Press, Chicago 2006, ISBN 9780226100401.
- mit Ulf Engel und Leo de Haan (Hrsg.): African alternatives. Brill, Leiden 2007, ISBN 9789004161139.
- mit Nuno Vidal: Angola, the weight of history. Hurst, London 2007, ISBN 9781850658849.
- Africa: the politics of suffering and smiling. Zed Books, London 2009, ISBN 9781842779095.
- The end of conceit: Western rationality after postcolonialism. Zed Books, London 2012, ISBN 9781780323879.
- mit Toby Green: Guinea-Bissau – Micro-State to ‘Narco-State’. Hurst, London 2016, ISBN 978-1-84904-521-6.